# Dominus (titel)
Dominus (latin för "husbonde", "herre", "härskare") var under senromersk tid en hövlighetstitel mellan män (även domine frater, herr broder!) och smickerbenämning på de romerska kejsarna. Dominus var under den kristna tiden namn på Gud och Jesus. - Dominus ac redemptor noster, "Vår herre och återlösare" är begynnelseorden i den av påve Klemens XIV utfärdade bulla, genom vilken jesuitorden år 1773 förklarades upphävd.
Dominus maior och dominus minor var hos romarna benämning på husfadern och äldste sonen. Dominus vobiscum! Herren vare med eder! är den katolska prästens liturgiska hälsning till församlingen.